# Таллапуса (округ, Алабама)
Шаблон:StateAbbr_ 32°51′41″ пн. ш. 85°47′50″ зх. д. / 32.861388888889° пн. ш. 85.797222222222° зх. д.
Округ Таллапуса (англ. Tallapoosa County) — округ (графство) у штаті Алабама. Ідентифікатор округу 01123.

## Історія
Округ утворений 1832 року.

## Демографія
За даними перепису
2000 року
загальне населення округу становило 41475 осіб, зокрема міського населення було 10265, а сільського — 31210.
Серед мешканців округу чоловіків було 19704, а жінок — 21771. В окрузі було 16656 домогосподарств, 11807 родин, які мешкали в 20510 будинках.
Середній розмір родини становив 2,94.
Віковий розподіл населення поданий у таблиці:
| Стать    | До 15 років | 15-21 | 22-29 | 30-39 | 40-49 | 50-65 | 65-85 | Понад 85 |
| -------- | ----------- | ----- | ----- | ----- | ----- | ----- | ----- | -------- |
| Чоловіки | 4273        | 1832  | 1731  | 2674  | 2960  | 3531  | 2456  | 247      |
| Жінки    | 4040        | 1784  | 1963  | 2884  | 3062  | 3869  | 3515  | 654      |

## Суміжні округи
- Клей — північ
- Рендолф — північний схід
- Чемберс — схід
- Лі — південний схід
- Мейкон — південь
- Елмор — південний захід
- Куса — захід

## Виноски
1. ↑  American FactFinder. Бюро перепису населення США. Архів оригіналу за 26 лютого 2012. Процитовано 31 січня 2008. [Архівовано 2008-05-21 у Wayback Machine.]
2. ↑  Oregon: Population of Counties by Decennial Census: 1900 to 1990 — Бюро перепису населення США (англ.)
3. ↑  http://factfinder2.census.gov
4. ↑  Архівована копія. Архів оригіналу за 11 серпня 2012. Процитовано 28 травня 2012.{{cite web}}:  Обслуговування CS1: Сторінки з текстом «archived copy» як значення параметру title (посилання)